# Елизавета Великобританская
Елизаве́та Великобрита́нская (англ. Elizabeth of the United Kingdom), также Елизаве́та Ганно́верская (англ. Elizabeth of Hanover; 22 мая 1770, Лондон — 10 января 1840, Франкфурт-на-Майне) — британская принцесса из Ганноверской династии, дочь короля Георга III и Шарлотты Мекленбург-Стрелицкой; в замужестве — ландграфиня Гессен-Гомбургская.
Елизавета была третьей дочерью королевской четы и любимицей матери. Детство и большую часть зрелости принцесса провела при дворе со своими родителями. Елизавета росла в сложных условиях, связанных с болезнью её отца. Из-за этого, а также по ряду других причин, принцесса долгое время оставалась незамужней. В этот период она много занималась благотворительностью и покровительствовала литераторам. В 1812 году вместе со старшими сёстрами и при поддержке брата-регента Елизавета покинула родительский кров, приобретя собственный дом в Виндзоре. Два года спустя на балу принцесса познакомилась с наследником ландграфа Гессен-Гомбургского Фридрихом, который вскоре сделал Елизавете предложение. Хотя брак, заключённый в 1818 году, не был основан на любви, он оказался вполне счастливым и взаимовыгодным. Принцесса с мужем отбыла в Хомбург, где в 1820 году Фридрих унаследовал титул отца. Пока супруг занимался оздоровлением экономики ландграфства, Елизавета увлеклась изобразительным искусством и собирала обширную библиотеку. После смерти мужа принцесса поселилась в собственном дворце в Ганновере. Она умерла во время путешествия по Европе в 1840 году.
Елизавета была наиболее одарённой и интеллектуально развитой из всех детей Георга III. В 1795 году она подготовила серию картин под названием «Рождение и триумф Купидона», которые были выгравированы Томкинсом и пережили три переиздания. В 1804 году принцесса подготовила фронтиспис «Купидон обратился в добровольца», посвящённый её сестре принцессе Августе. Елизавета также стала автором 24-х тарелок, дизайн и вытравку которых она выполнила самостоятельно. Набор из этих тарелок, названный «Прогресс гения», был признан образцом хорошего вкуса и фантазии. Елизавете принадлежали и другие многочисленные работы, часть которых была описана в книге зарисовок 1806 года «Серия офортов, отображающих силу и прогресс гения». Принцесса также занималась росписью стен в резиденции Фрогмор-хаус и Ложе королевы. Эрмитаж во Фрогморе — любимая резиденция королевы — был построен по эскизам Елизаветы. Уже в замужестве принцесса заинтересовалась историей жизни своей прапрабабки Софии Доротеи Брауншвейг-Целльской, которая была обвинена в адюльтере, разведена и выслана в Целле; Елизавета написала биографию родственницы, снабдив её многочисленными иллюстрациями. Работа Елизаветы хранилась во дворце Гессен-Гомбурга и позднее несколько раз издавалась.

## Биография

### Происхождение и ранние годы
Елизавета родилась 22 мая 1770 года во дворце королевы Букингем-хаусе в Лондоне между восемью и девятью часами утра; принцесса стала третьей дочерью и седьмым ребёнком из пятнадцати детей короля Великобритании Георга III и его супруги Шарлотты Мекленбург-Стрелицкой. По отцу девочка была внучкой принца Уэльского Фредерика Луиса и Августы Саксен-Готской; по матери — принца Мекленбург-Стрелицкого Карла и Елизаветы Альбертины Саксен-Гильдбурггаузенской. При рождении Елизаветы по традиции присутствовали свидетели — представители знати, которые должны были засвидетельствовать королевское происхождение младенца: бабушка принцессы вдовствующая принцесса Уэльская, архиепископ Кентерберрийский Фредерик Корнуоллис, несколько лордов Тайного совета, а также дамы опочивальни королевы. По случаю рождения принцессы королевская чета в течение недели получала поздравления от лондонцев: мэра города и глав корпорации.
Крещение Елизаветы состоялось 17 июня 1770 года в Большом зале совета Сент-Джеймсского дворца под руководством архиепископа Кентерберийского. Восприемниками при крещении стали кузен и кузины отца принцессы, все представлены третьими лицами: наследный принц Гессен-Кассельский Вильгельм (которого представлял маркиз Хартфорд), принцесса Нассау-Вейльбургская Каролина Оранская (которую представляла вдовствующая графиня Эффингенская) и кронпринцесса Швеции София Магдалена Датская (которую представляла графиня Холдернесская). Хотя принцесса была крещена не в церкви, церемония была весьма пышной и дорогой. На крестинах Елизавета была облачена в белую атласную мантию с розовым подкладом, отороченную горностаем и расшитую драгоценными камнями, самый ценный из которых обошёлся короне в тысячу фунтов; стоимость всей мантии была оценена в 2 800 фунтов.
После рождения маленькая принцесса была передана на попечение няни и гувернантки леди Шарлотты Финч, которая уже занималась воспитанием старших сестёр Елизаветы — Шарлотты и Августы. В детстве Елизавета была живым, сообразительным и необычайно красивым ребёнком; с возрастом она обещала стать элегантной, милой и совершенной женщиной. Образование принцесса получала вместе с сёстрами под руководством самых блистательных умов страны. Елизавета была самым любимым ребёнком королевы Шарлотты.

### Жизнь при дворе

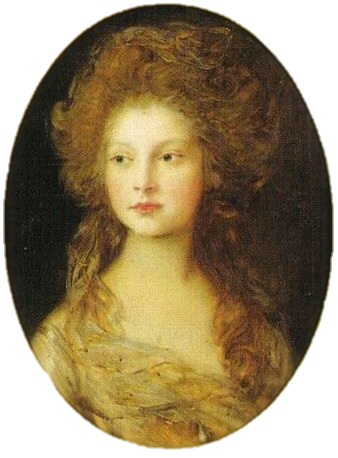
Портрет Елизаветы кисти Томаса Гейнсборо, 1782

Елизавете был назначен пенсион в размере двух тысяч фунтов в год, однако этих средств ей не хватало, поскольку принцесса, по её собственному признанию, была плохим экономистом; сумма в следующие несколько лет, начиная с 1817 года, увеличилась в несколько раз. Принцесса росла в сложных условиях, связанных с болезнью её отца: Георг III трижды впадал в безумие, в первый раз — в 1788—1789 годах, когда Елизавета только созрела для брака, однако поисками жениха двор не озаботился. Король, как впрочем и его жена, испытывал необычайную привязанность к дочерям и предпочёл бы, чтобы все они оставались незамужними. Ещё одной причиной, почему Елизавета долго оставалась незамужней по достижении брачного возраста, был тот факт, что первой замуж должна была выйти старшая дочь королевской четы, принцесса Шарлотта, но той не могли найти хорошую партию вплоть до 1797 года: при хорошем образовании и воспитании она была непривлекательна физически. Другая старшая сестра Елизаветы, Августа, и вовсе осталась незамужней. Ввиду этих обстоятельств претендентов на руку Елизаветы было немного, однако и они отвергались: в 1808 году к ней сватался герцог Орлеанский Луи Филипп, позднее ставший королём Франции, но он получил отказ, реальной причиной которого было вероисповедание принца — католицизм.

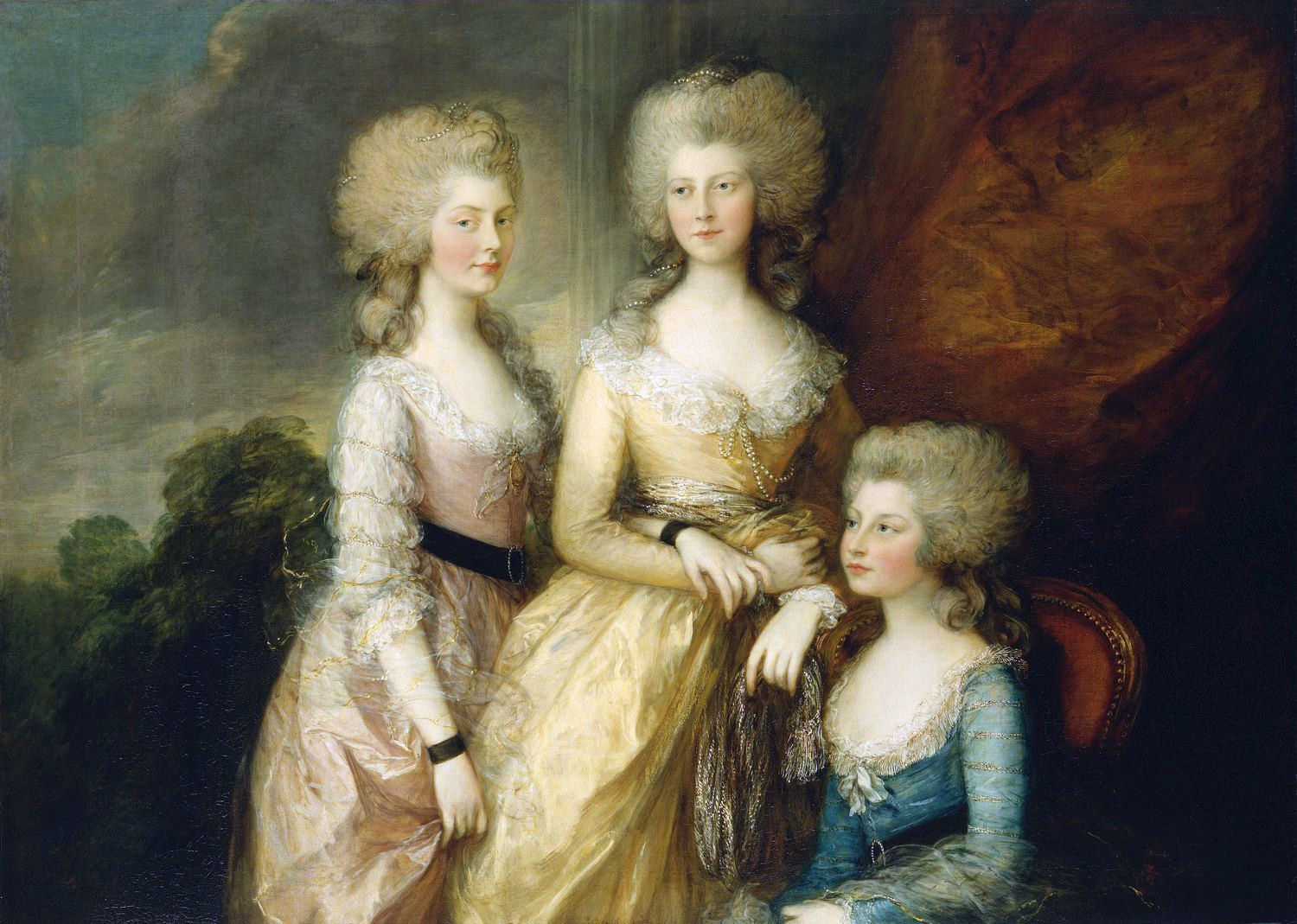
Старшие дочери короля Георга III (слева направо: Шарлотта, Августа и Елизавета).
Томас Гейнсборо, 1784

Елизавета много занималась благотворительностью. В 1808 году она создала общество в Виндзоре, целью которого был сбор приданого для добродетельных девочек. В 1812 году Елизавета с сёстрами написала королеве с просьбой позволить им покинуть дворец, не выходя замуж. Годом ранее отец принцесс окончательно впал в безумие и, к тому же ослеп; страной в качестве регента управлял старший брат Елизаветы и будущий король Георг IV. Он поддержал сестёр, и Елизавета приобрела дом в Старом Виндзоре, покинув наконец «сестринство» королевского дворца. В это время она покровительствовала литераторам и часто навещала отца.
В 1817 году Елизавета с матерью посетила Бат, славившийся своими целебными водами. В честь прибытия в город членов королевской семьи была зажжена праздничная иллюминация. Королева Шарлотта планировала остаться на водах в ближайшие несколько недель, однако 6 ноября во время родов умерла принцесса Шарлотта Августа Уэльская — любимая внучка королевы. 8 ноября Елизавета с матерью выехала из Бата обратно в Виндзор.

### Брак. Последние годы. Смерть

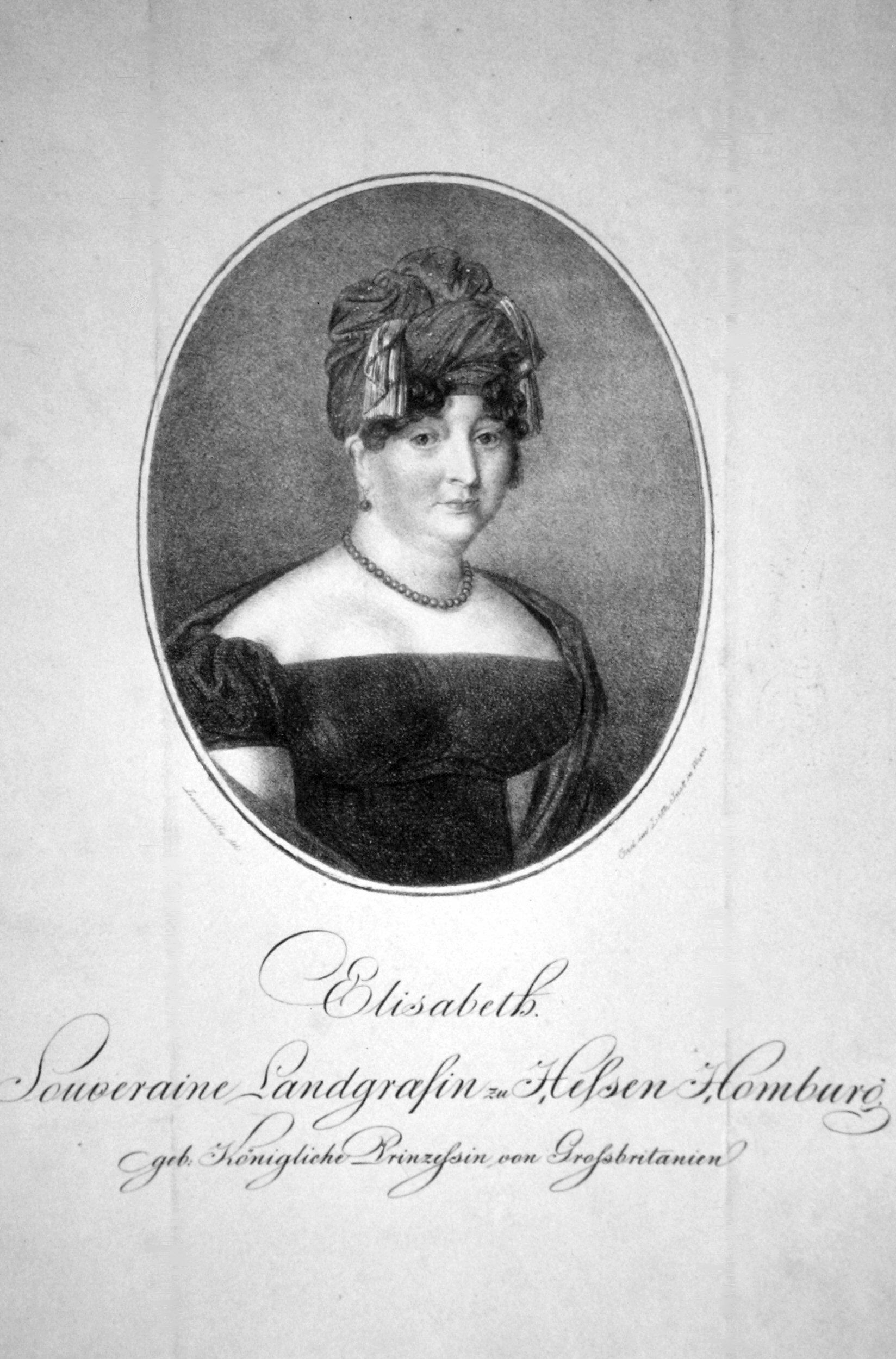
Елизавета после 1820 года.
Литография Йозефа Ланцеделли Старшего

В 1814 году на королевском балу Елизавета познакомилась с принцем Гессен-Гомбургским Фридрихом, старшим сыном ландграфа Гессен-Гомбурга Фридриха V и Каролины Гессен-Дармштадтской, который дружил с братом принцессы — герцогом Кентским. Фридрих попросил её руки, однако первоначально однозначного ответа он не получил. На протяжении двух лет Елизавета вела регулярную переписку с потенциальным женихом; в 1816 году принц-регент дал согласие на брак от имени короля, однако приготовления к свадьбе длились ещё без малого два года. В начале 1818 года парламент определил ежегодное содержание Елизавете после замужества в размере 10 тысяч фунтов. 7 апреля 1818 года в Букингем-хаусе состоялась пышная свадьба принцессы. Хотя брак был заключён не по любви, он был весьма счастливым и выгодным как жениху, так и невесте: Елизавета получала свободу от родителей, Фридрих — жену, которая хотя и была стара для деторождения, но принесла большое приданое, на которое принц смог восстановить дворец в Гомбурге.
На время пребывания молодожёнов в Великобритании им были выделены апартаменты в Сент-Джеймсском дворце. 3 июня 1818 года Елизавета с супругом отбыла в Германию. Мать принцессы, горячо привязанная к дочери, очень страдала от расставания с ней; ходили слухи даже, что смерть королевы в конце того же года произошла из-за отъезда её любимой дочери. Елизавета также была огорчена расставанием с престарелой матерью; опасаясь того, что мать может заболеть от тоски, принцесса уговорила мужа задержаться на неделю в Брайтоне, чтобы иметь возможность быстро вернуться назад. Никаких вестей об ухудшении здоровья королевы не поступило, и супруги двинулись дальше — в Дувр. Здесь они сели на корабль, отплывавший в Кале, откуда Гессен-Гомбурги выехали во Франкфурт через Брюссель. В сентябре принцесса передала матери с генералом Кэмпбеллом письмо, в котором выражала ей свою любовь и поддержку, а уже в ноябре королева Шарлотта скончалась.

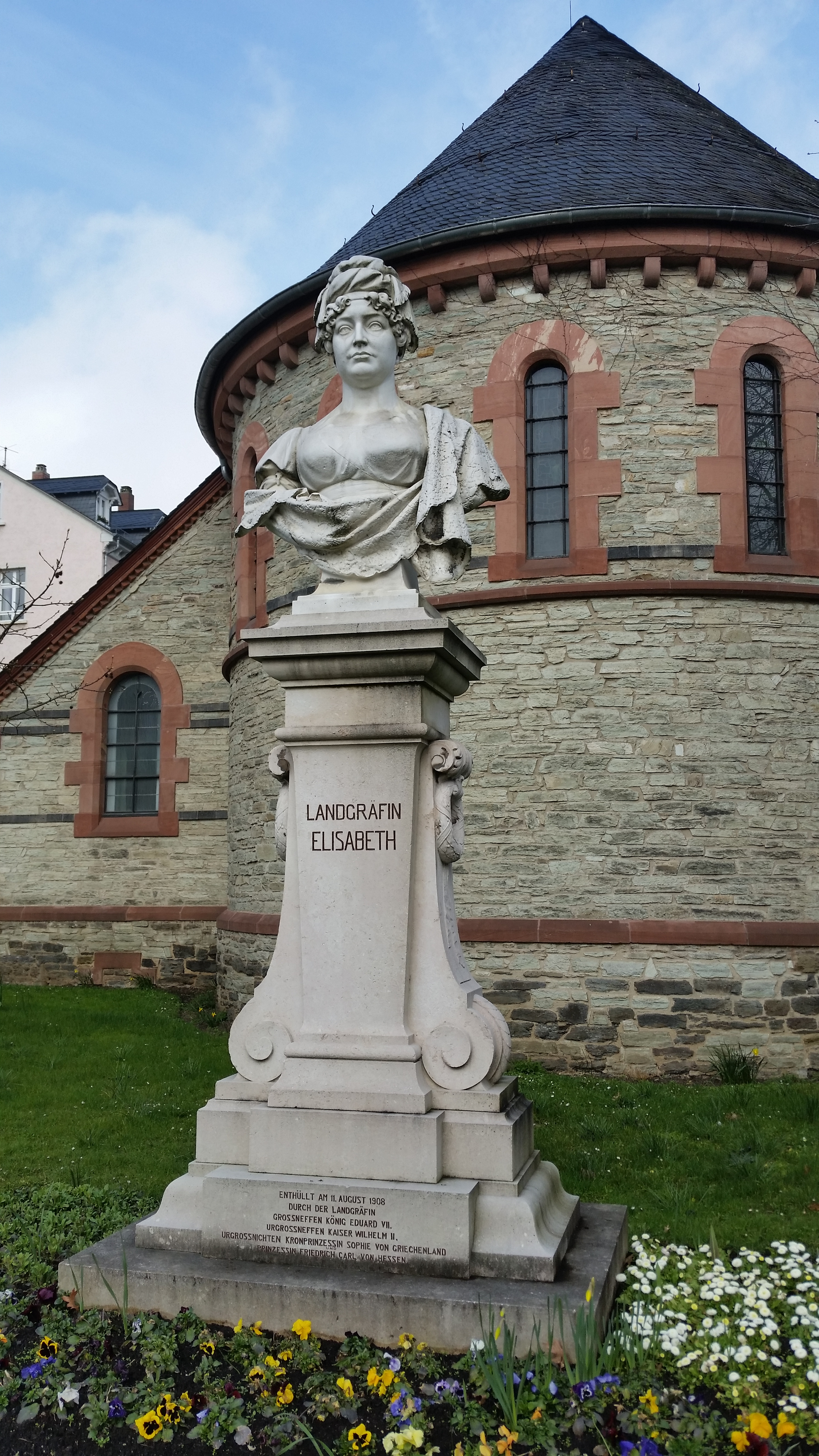
Бюст Елизаветы в Бад-Хомбурге

20 января 1820 года супруг Елизаветы унаследовал от отца ландграфство Гессен-Гомбург; ещё девять дней спустя умер отец Елизаветы. Елизавета, согласно договорённости с мужем, выделяла из своего содержания шесть тысяч фунтов в год на оздоровление экономики государства. Сама принцесса продолжала увлекаться изобразительным искусством, а также собрала обширную библиотеку, которая была продана на аукционе Sotheby & Wilkinson в апреле 1863 года. Она также заинтересовалась историей жизни своей прапрабабки Софии Доротеи Брауншвейг-Целльской, которая была обвинена в адюльтере, разведена и выслана в Целле; Елизавета написала биографию родственницы, снабдив её многочисленными иллюстрациями. Работа Елизаветы хранилась во дворце Гессен-Гомбурга и позднее несколько раз издавалась.
Фридрих скончался 2 апреля 1829 года. После смерти мужа Елизавета поселилась в Ганновере, где в 1830 году одним из первых государственных актов король Вильгельм IV даровал сестре собственный дворец. В 1831 году принцесса посетила Великобританию. В 1839 году она отправилась в путешествие по Европе, где наслаждалась водными курортами. Зимой 1840 года из-за ухудшения состояния здоровья Елизавета была вынуждена остановиться во Франкфурте, где она умерла 10 января 1840 года. Елизавета была похоронена в мавзолее ландграфов Гессен-Гомбургских в Гомбурге.

## Художественные труды
Как сообщали современники, Елизавета была самым одарённым и самым интеллектуально развитым отпрыском королевской четы. В отличие от старших сестёр, которые развивали свои умения со временем, принцесса обладала врождёнными талантами. Она рано увлеклась рисованием и была прозвана в семье музой. В 1795 году она подготовила серию картин под названием «Рождение и триумф Купидона», которые были выгравированы Томкинсом и изданы королём за свой счёт; работы представляли собой образцовый художественный вкус и были весьма детализированы. В 1796 году эта же серия была переиздана под названием «Рождение и триумф любви»; новое издание было посвящено королеве и содержало поэтическое письмо сэра Джеймса Бёрджеса; ещё два переиздания состоялись в 1822 и 1823 годах. В 1804 году принцесса подготовила фронтиспис «Купидон обратился в добровольца», посвящённый принцессе Августе, с поэтическим описанием Томаса Парка.
Принцесса стала автором 24-х тарелок, дизайн и вытравку которых Елизавета выполнила самостоятельно. Набор из этих тарелок, названный «Прогресс гения», был признан образцом хорошего вкуса и фантазии; тарелки стали подарком особо приближённым друзьям Елизаветы. Елизавете принадлежали и другие многочисленные работы, часть которых была описана в книге зарисовок 1806 года «Серия офортов, отображающих силу и прогресс гения»; наиболее удачными считались работы принцессы, выполненные в классическом стиле. В 1834 году, когда Елизавета будучи вдовой уже жила в Ганновере, книга при её поддержке была издана на немецком языке, а средства от её реализации пошли в пользу бедных.
Елизавета также занималась росписью стен в резиденции Фрогмор-хаус и Ложе королевы. Так, она расписала в японском стиле кабинет в покоях королевской принцессы во Фрогморе; её же рукой была расписана часть мебели в комнате. Эрмитаж в Фрогморе — любимая резиденция королевы — был построен по эскизам Елизаветы. Также, по слухам, комната в северной части Виндзорского замка, в которой король готовился ко сну, не имела ковров, но была расписана Елизаветой в современном стиле.

## Герб

Герб Елизаветы Великобританской

С 1789 года как дочь суверена Елизавета имела право на использование британского королевского герба с добавлением серебряного титла с тремя зубцами, обременёнными червлёными розами с серебряной сердцевиной и зелёными листьями (крайние зубцы) и прямым червлёным крестом (средний зубец).
Щитодержатели расположены на витой золотой подставке: справа — золотой, вооружённый червленью и коронованный такой же короной [без владельческой шапки] леопард [восстающий лев настороже], дополненный таким же турнирным воротником, как в щите; слева — серебряный, вооружённый золотом единорог, дополненный таким же турнирным воротником, как в щите и увенчанный наподобие ошейника золотой короной, с прикреплённой к ней цепью.
Дамский (ромбический) щит, увенчанный короной, соответствующей достоинству детей монарха, обременён серебряным титлом с тремя зубцами. Щит рассечён и пересечён: в 1-й и 4-й частях в червлёном поле три золотых вооружённых лазурью леопарда [идущих льва настороже], один над другим [Англия]; во 2-й части в золотом поле червлёный, вооружённый лазурью восстающий лев, окружённый двойной процветшей и противопроцветшей внутренней каймой [Шотландия]; в 3-й части в лазоревом поле золотая с серебряными струнами арфа [Ирландия]. Поверх щита расположен трёхчастный щиток с гербом курфюрстов Ганновера: в 1-й части два золотых вооружённых лазурью леопарда [идущих льва настороже], один над другим [Брауншвейг]; во 2-й части в золотом поле, засеянном червлёными сердцами, лазоревый, вооружённый червленью лев [Люнебург]; в 3-й части в червлёном поле серебряный бегущий конь [Вестфалия].